# مايكل أ. راسيل
مايكل أ. راسيل (بالإنجليزية: Michael A. Russ؛ بالألمانية: Michael A. Russ) هو مخرج ألماني وأمريكي، ولد في 1945 في برلين في ألمانيا.